# Sielsowiet krupiecki (rejon rylski)
Sielsowiet krupiecki (ros. Крупецкий сельсовет) – jednostka administracyjna wchodząca w skład rejonu rylskiego w оbwodzie kurskim w Rosji.
Centrum administracyjnym sielsowietu jest wieś (ros. село, trb. sieło) Krupiec.

## Geografia
Powierzchnia sielsowietu wynosi 111,24 km².

## Historia
Status i granice sielsowietu zostały określone ustawami z 2004 i z 2010 roku.

## Demografia
W 2017 roku sielsowiet zamieszkiwało 1755 mieszkańców.

## Miejscowości
W skład sielsowietu wchodzą miejscowości: Krupiec, Waletowka, Woronok, Zołotariowka, Kaczanow, Krasnaja Zorka, Krasnyj Pachar, Krupiec, Kukariekowka, Nowoiwanowka, Obiesta, Ryżewka, Siembaza, Tieriechowka, Trufanowka.